# Juan Eugenio Serú
Juan Eugenio Serú (San Juan, 18 de julio de 1849 - Buenos Aires, 6 de julio de 1924) fue un abogado y político argentino que desempeñó una larga carrera legislativa, fue juez en las provincias de San Juan y Mendoza, ministro del presidente Roca y candidato a la vicepresidencia de su país.

## Biografía
Juan Eugenio Serú nació en la ciudad de San Juan, capital de la provincia homónima el 18 de julio de 1849, hijo de Juan Eugenio Serú y de Micaela Ladrón de Guevara
Hizo sus estudios en el Colegio Nacional de esa ciudad terminándolos en el Colegio Nacional de Buenos Aires en la época en que se desempeñaba como director de estudios Amadeo Jacques, para ingresar luego en la Universidad de Buenos Aires donde obtuvo el título de doctor en derecho en 1874 con una tesis sobre Juicio Político.
Establecido en la ciudad de Mendoza, en 1875 fue nombrado miembro del Superior Tribunal de Justicia de esa provincia. Fue también elegido diputado a la Legislatura provincial por los departamentos de Junín y de Luján de Cuyo, nombrado presidente interino del Superior Tribunal, ministro decano el 5 de septiembre de 1876, y reelecto diputado por el departamento Capital.
Actuó como diputado en la Convención Constituyente encargada de la reforma de la Constitución provincial. Integró la Comisión de Festejos del Centenario del nacimiento del general José de San Martín.
En tanto presidente de la legislatura, el 15 de febrero de 1878 asumió el cargo de gobernador interino de la provincia pero al solo efecto de poner en posesión del cargo a Elías Villanueva.
Posteriormente, integró la comisión reformadora de la ley orgánica de los Tribunales y de Procedimientos Judiciales de la provincia pero ese mismo año fue elegido diputado al Congreso de la Nación Argentina. Como miembro de la cámara de diputados tomó parte en la discusión del proyecto de ley de libertad de enseñanza y de Educación Común (1884).
Integró también la comisión que propuso al gobierno modificaciones a instrumentar con relación al Banco de Mendoza.
Fue nuevamente electo pero en 1887 fue designado ministro de gobierno por el gobernador Tiburcio Benegas por lo que renunció a su banca de diputado nacional. Fue considerado un eficaz colaborador de ese gobierno que integró hasta la asonada del 6 de enero de 1889 que le valió ser detenido con Benegas y Agustín Álvarez entre otros, y posteriormente a su regreso al poder asegurado por el comisionado general doctor Manuel Derqui.
El 17 de enero de 1891 fue designado para ocupar el mismo ministerio en la administración del doctor Oseas Guiñazú. En 1892 fue elegido diputado en la legislatura provincial por el departamento Las Heras y fue nombrado presidente de la cámara hasta 1893. 
En 1896 recibió del gobierno el encargo de realizar el nuevo Código de Policía. Fue luego diputado y senador provincial por el departamento Guaymallén y nuevamente electo diputado nacional por la provincia de Mendoza.

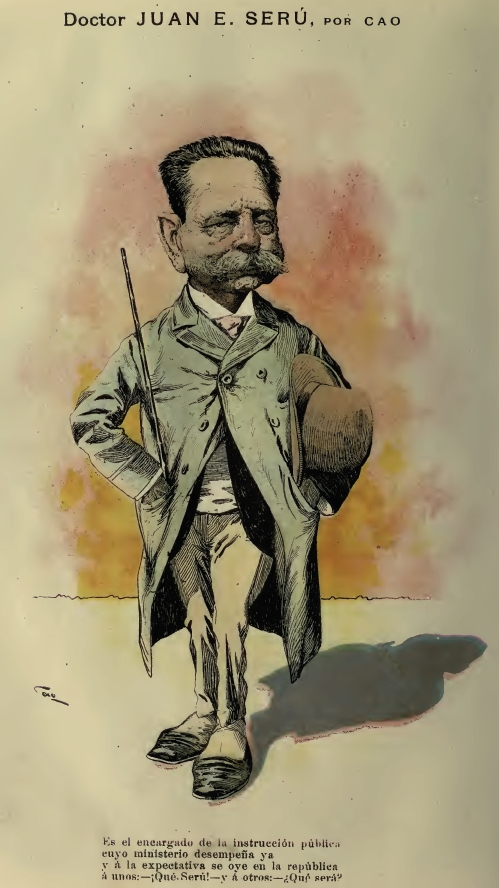
Nombramiento de Juan E. Serú (caricatura de Cao en Caras y Caretas).

Renunció a su banca para ocupar el cargo de Ministro de Justicia e Instrucción Pública de la Nación nombrado por el presidente Julio Argentino Roca el 11 de julio de 1901. 
La revista Caras y Caretas reflejó su nombramiento de esta manera:

Despues de laboriosos trabajos preparatorios, de conferencias con el presidente, de idas y venidas, de dudas y vacilaciones, el doctor Juan E.Serú se ha hecho cargo de la cartera de instrucción pública. El nuevo ministro no es un novicio en la vida pública y sus discursos en la cámara y los proyectos por él presentados, lo han hecho destacarse entre el montón de representantes de tierra adentro, muchos de los cuales creen en el sabio pensamiento "si la palabra es plata, el silencio es oro".
Tiene el señor Serú un aspecto frío y displicente, cachaciento según otra expresión con que también se le caracteriza; pero esa fachada no se compadece bien con el verdadero interior del edificio (pase la comparación arquitectónica).
El nuevo ministro de instrucción pública asegura no tener programa, y se limitara por ahora a hacerse cargo de los proyectos existentes. En el ramo de justicia hará lo propio, lo que no es mucho comprometerse con declaraciones anticipadas. Pero su primera medida como sucesor del señor Magnasco, ha sido destruir parte de la labor de este, suprimiendo el horario discontinuo en las escuelas, lo que no sabemos si estará conforme con los progresos de la pedagogía, pero lo que seguramente le será agradecido por los muchachos en estas mañanas frías de invierno.
Dícese también que el nuevo ministro de instrucción pública desea estudiar con detenimiento los planes de enseñanza hoy vigentes, lo que permite suponer que en no largo plazo lo veremos poner la mano en esa enorme tela de Penélope, que todos se empeñan en tejer y destejer.
Caras y Caretas, 20 de julio de 1901

No obstante durante su breve ejercicio del cargo, el 27 de diciembre de 1901 inauguró la Biblioteca Nacional y poco más hizo. Renunció al poco tiempo volviendo a Mendoza donde se presentó como candidato a gobernador.
En las elecciones presidenciales de Argentina de 1916, primeras efectuadas tras la reforma electoral de Roque Sáenz Peña (Ley Sáenz Peña) y que consagraron presidente a Hipólito Yrigoyen, integró como candidato a vicepresidente la fórmula del partido conservador encabezada por si coprovinciano el doctor Ángel Rojas, fórmula que obtuvo el segundo lugar en los comicios obteniendo en el Colegio Electoral para la vicepresidencia 103 sufragios, frente a los 152 obtenidos por Pelagio Luna y superando los 20 de Alejandro Carbó.
Desde sus fincas de Buena Nueva y San Rafael, donde estableció los primeros viveros de frutales escogidos, inició la industria fructícola en su provincia adoptiva y contribuyó significativamente a su posterior desarrollo. 
Falleció en la ciudad de Buenos Aires el 23 de julio de 1921. Estaba casado con Hortensia Puebla Peñaloza y en segundas nupcias con Carolina Palacio. Era cuñado de los diputados nacionales Adolfo y Germán Puebla Peñaloza.
Sus restos fueron trasladados a Mendoza, donde la intervención nacional presidida por el doctor Eudoro Vargas Gómez dispuso que se le tributasen honores. Estanislao Zeballos escribió en su memoria que "Era un nacionalista ponderado y sincero. Fue un político hábil, sagaz, honorable y patriota. Presidió con dignidad la Cámara de Diputados de la Nación. Su palabra era elocuente, decisiva, sabia y eficaz. No era un erudito, su ilustración fue limitada, pero su criterio era rápido y certero, de hombre de consejo".